# Clarence Hamilton
Clarence Hamilton, né le 29 décembre 1833 à New Carlisle et mort le 14 janvier 1894 à Longue-Pointe, est un homme politique québécois.

## Biographie
Il est le fils de John Robinson Hamilton (en).